# بازی بخت
بازی بخت (به ترکی استانبولی: Baht Oyunu) مجموعه تلویزیونی ترکی ساخت سال ۲۰۲۱ کشور ترکیه است..این سریال ۱۷ قسمت دارد. این فیلم طنز پر از ماجرا های شیرین و جذاب است . 

## شخصیت‌ها
- آیتاچ شاشماز (بورا دوروسوز)
- جمره بایسل (آدا توزون)
- ادریس نبی تاشکان (روزگار آکجان)
- اسلی سومن (توعچه دیکمان)
- هانده سوباشی (نرگس)
- فوندا ایلهان (بلما)
- توبا چام ماکار (یاسمین)
- انیل چلیک (علی)
- اوزان‌ملتم(بازیگر مهمان)